# Eleonore von Schwarzenberg
Elisabeth Eleonore Amalia Magdalena von Schwarzenberg született von Lobkowicz (1682. június 20. – Schwarzenberg-palota, Bécs, 1741. május 5.) a Lobkowicz-ház, és házassága révén, Schwarzenberg hercegnője.

## Élete

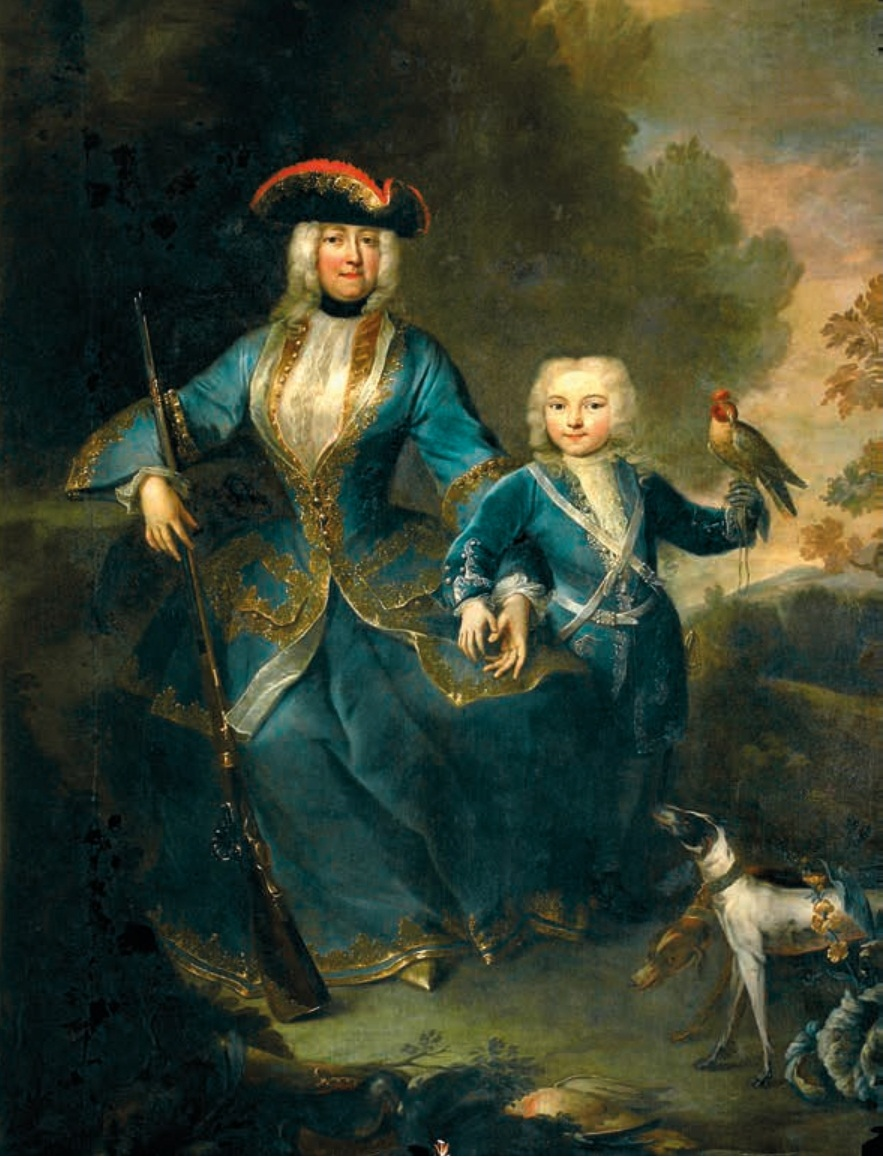
Eleonore von Schwarzenberg és fia, Joseph

Eleonore Ferdinand apja August von Lobkowicz, Sagan hercege (1655-1715) volt. Édesanyja Mária Anna Margravine Wilhelmine badeni őrgrófnő (1655–1701) volt, édesapjának második felesége, Vilmos badeni őrgróf (1593–1677) leánya.
1701. december 6-án feleségül ment Adam Franz Karl Eusebius zu Schwarzenberg osztrák tábornagyhoz, a későbbi herceghez. Eleonore-t művelt hölgynek ítélték meg, férjével gazdag és művészetkedvelő életet éltet éltek. A házasságból két gyermek született:
- Maria Anna von Schwarzenberg (1706 – 1755), Lajos György Simpert badeni őrgrófhoz (1702–1761), a törökverő Lajos Vilmos őrgróf fiához ment feleségül (első felesége lett),
- (I.) Joseph Adam Johann Nepomuk von Schwarzenberg herceg (1722 – 1782), aki 1741-ben Maria Theresia von und zu Liechtenstein hercegnőt (1721–1753), József János Ádám liechtensteini herceg leányát vette feleségül.

Eleonóra férje házasságuk 31. évében egy vadászbalesetben halt meg a császár birtokán, közel Brandýs nad Labem-Stará Boleslavhoz, a mai Csehország területén. A halálos lövést VI. Károly adta le, aki ezután a császár a bécsi udvarba vitte Eleonore fiát, és 5000 guldent fizetett kárpótlásként.
Eleonore 1741. május 5-én halt meg a bécsi Schwarzenberg-palotában. A császár orvosa, Franz von Gerstoff boncolást kért, amely méhnyakrákot állapított meg a halál okaként.

## Emlékezete
2007-ben egy osztrák dokumentumfilm készült Eleonore életéről a A vámpírhercegnő címmel.

## Címei
- 1682 – 1701: Lobkowicz hercegnője
- 1701 – 1703: Schwarzenberg örökös hercegnéje
- 1703 – 1732: Schwarzenberg hercegnéje
- 1732 – 1741: Schwarzenberg özvegy hercegnéje

## Fordítás
- Ez a szócikk részben vagy egészben  az   Eleonore von Schwarzenberg című angol Wikipédia-szócikk fordításán alapul.  Az eredeti cikk szerkesztőit annak laptörténete sorolja fel. Ez a jelzés csupán a megfogalmazás eredetét és a szerzői jogokat jelzi, nem szolgál a cikkben szereplő információk forrásmegjelöléseként.